# Полное собрание благородных и остроумных бесед
«Полное собрание благородных и остроумных бесед, в соответствии с наиболее вежливыми манерами и модой, бытующими при дворе и в лучших компаниях Англии» (англ. A Complete Collection of genteel and ingenious Conversation, according to the most polite mode and method now used at Court, and in the best Companies of England), широко известная как «Полное собрание благородных и остроумных бесед» (англ. A Complete Collection of Genteel and Ingenious Conversation), а также как просто «Вежливые беседы» (англ. Polite Conversation) — книга Джонатана Свифта, написанная в виде справочного руководства для повышения разговорного мастерства, которая иронически высмеивает пустую болтовню, распространённую среди высших кругов английского общества в начале XVIII века. Книга была завершена в 1731 году, но, возможно, задумывалась Свифтом ещё в 1704 году. Это одна из последних книг Свифта, она была написана в период между приступами душевного расстройства и не публиковалась до 1738 года.